# Yordan Zahariev
 (mai 2025).
Si vous disposez d'ouvrages ou d'articles de référence ou si vous connaissez des sites web de qualité traitant du thème abordé ici, merci de compléter l'article en donnant les références utiles à sa vérifiabilité et en les liant à la section « Notes et références ».
 (mai 2025).
Yordan Zahariev Harizanov (en bulgare : Йордан Захариев Харизанов), né le 3 mars 1877 à Bosilegrad et mort le 8 mai 1965 à Kyustendil, est un professeur, géographe, ethnographe, folkloriste et historien bulgare, qui compte parmi les meilleurs chercheurs et experts de la région de Kyustendil. Il est également membre correspondant de l'Académie bulgare des sciences à partir de 1937.

## Biographie
Il est né le 3 mars 1877 à Bosilegrad, alors dans l'Empire ottoman. Il étudie jusqu'à la première année au collège de Bosilegrad, après quoi il obtient son diplôme de l'école pédagogique de Kyustendil en 1895. Il retourne enseigner pendant deux ans dans sa ville natale, avant de s'inscrire à la Faculté d'histoire et de philologie de l'Université Saint-Clément-d'Ohrid de Sofia en 1897. Il y étudie la géographie avec le professeur Anastas Ishirkov (bg) et obtient son diplôme avec mention en géographie et en pédagogie en 1901. 
En 1904, il épouse Evgenia Dimitrova Kyurktchieva. Ils ont 3 enfants : Nedka, Boyan et Assen.

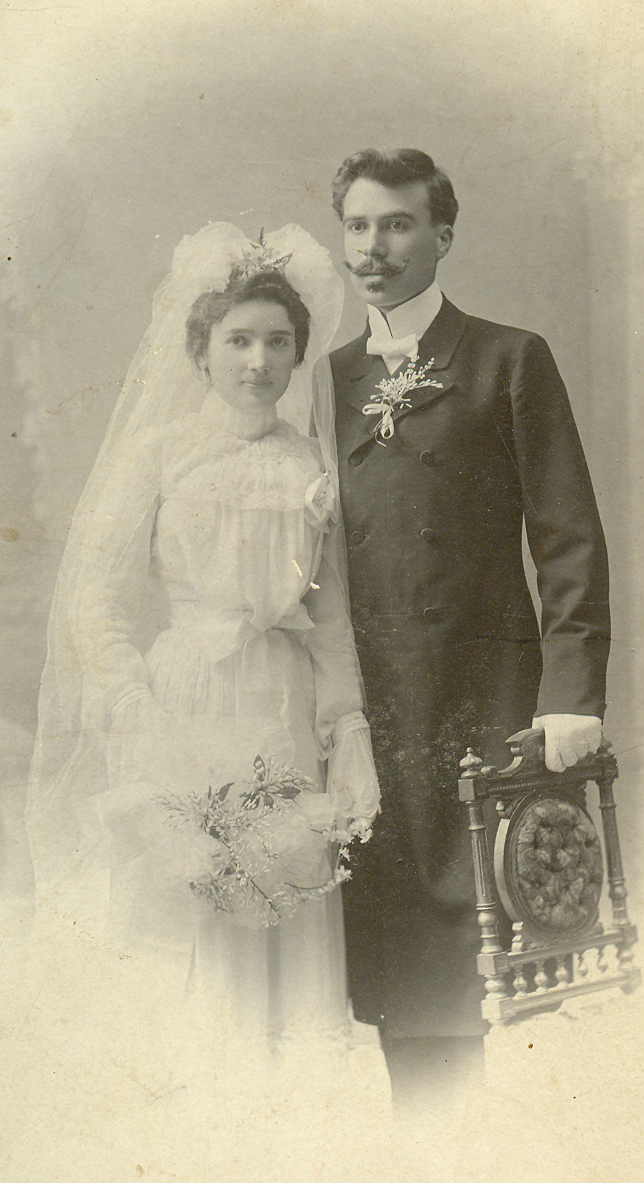
Evgenia et Yordan Zahariev le jour de leur mariage

De 1901 à 1908, il est professeur au collège de Bosilegrad. En 1909, il devient directeur du lycée pour filles de Kyoustendil, avant de prendre en 1922 le poste de directeur du lycée mixte.
Pendant plus d'un demi-siècle, il mène un cycle d'études sur la région de Kyustendil, couvrant la ville de Kyoustendil ainsi que 159 villages environnants. Ses recherches portent sur l’anthropogéographie, l'ethnographie, le folklore, la sociologie et la dialectologie de la région. La majeure partie de ses recherches porte sur le mode de vie et les dialectes de la population. Son livre « La région de Kyustendil » est la première étude sur le peuplement publiée en Bulgarie. Ses autres œuvres les plus importantes sont : Guide des études anthropogéographiques en Bulgarie (1928), Le village de Slokoshtitsa (1935), Piyanets (1938), Kyustendil. Contribution aux études géographiques et de peuplement de nos villes (1938), La vallée de Kyustendil (1963), ainsi que de nombreux autres études et articles.
Parallèlement à ses activités de recherche, il est également une figure culturelle active à Kyustendil. Il est président du conseil d'administration du tchitalichté « Bratstvo » à partir de 1928 et conservateur du Musée de la Ville de 1919 à 1930. Il est aussi l'un des fondateurs et premier président de l'association touristique « Osogovets » et président de la société culturelle et économique "Kyustendil" en 1928.
Yordan Zahariev fut parmi les individus qui menèrent les manifestations dans la région de Bosilegrad contre la mise en œuvre du traité de Neuilly et l'occupation des Périphéries occidentales (en) par la Serbie. Il participa à la campagne des réfugiés et fut président du Congrès constituant de l'Organisation des périphéries occidentales en 1924.
Il meurt le 8 mai 1965 à Kyustendil. Après sa mort, ses héritiers : Boyan et Asen Zahariev et sa fille Nedka Zaharieva, ont fait don de ses œuvres, manuscrits, récompenses et effets personnels au Musée historique de Kyustendil.
En 1998, Yordan Zahariev a reçu le titre de « Citoyen d'honneur de la ville de Kyoustendil ». Parmi ses arrière-petits-enfants se trouve la journaliste, écrivaine et femme politique bulgare Angela Dimcheva (bg), auteure de 11 livres.

## Œuvres
- La région de Kyustendil, 1918, 653 p.
- Guide des études anthropogéographiques en Bulgarie, 1928, 80 p.
- Village de Slokoshtitsa. Étude anthropo-géographique, 1929, 64 p.
- Kamenitsa. Étude géographique-ethnographique, 1935, 458 p.
- Kyustendil. Contribution aux études géographiques de peuplement de nos villes, 1938, 106 p.
- Tchiprovtsi. Études de peuplement et de géographie avec notes historiques, 1938, 300 p.
- Encore une chose à propos des Shopi[1], 1944
- Piyanets. Territoire et population, 1949, 423 p.
- La vallée de Kyustendil. Recherche géographique-ethnographique, 1963, 446 p.